# Torpes (Saône-et-Loire)
Torpes é uma comuna francesa na região administrativa de Borgonha-Franco-Condado, no departamento Saône-et-Loire. Estende-se por uma área de 15,95 km². Em 2010 a comuna tinha 376 habitantes (densidade: 23,6 hab./km²).